# 13. veljače u Drugom svjetskom ratu
Drugi svjetski rat po nadnevcima: 13. veljače u Drugom svjetskom ratu.

### 1945.
- Saveznici započeli bombardiranje Dresdena u kojem je poginulo 35.000 civila.